# Skały w Guernsey
Skały w Guernsey – obraz olejny o wymiarach 29 × 54,5 cm, autorstwa francuskiego malarza impresjonisty Auguste’a Renoira, namalowany w roku 1883.
Obraz namalowany został we wrześniu 1883 roku na Wyspach Normandzkich. Ten żywy i jasny obraz artysta ukończył w ciągu jednej sesji, ponieważ postacie naniesiono na wilgotną jeszcze warstwę farby, którą oddano morze.